# Kodjo Fo-Doh Laba
Kodjo Fo-Doh Laba (27 de janeiro de 1992) é um futebolista profissional togolês que atua como atacante. Atualmente defende o Al Ain.

## Seleção nacional
Kodjo Fo-Doh Laba representou o elenco da Seleção Togolesa de Futebol no Campeonato Africano das Nações de 2017.

## Títulos
RS Berkane
- Moroccan Throne Cup: 2018

Al Ain
- UAE Pro League: 2021–22
- UAE League Cup: 2021–22
- Liga dos Campeões da AFC: 2023–24

### Artilharias
- UAE Pro League: 2019–20 e 2021–22